# Пату (Италия)
 Тази статия е за селото в Южна Италия.  За българския филм вижте Пату.  
Пату̀ (на италиански: Patù, на местен диалект Pàtu) е село и община в Южна Италия, провинция Лече, регион Пулия. Разположено е на 124 m надморска височина. Населението на общината е 1700 души (към 2013 г.).